# Сімон Зом
Сімон Зом (нім. Simon Sohm; нар. 11 квітня 2001, Цюрих, Швейцарія) — швейцарський футболіст, півзахисник італійського клубу «Парма» та національної збірної Швейцарії.

## Ігрова кар'єра

### Клубна
Сімон Зом вихованець футбольної академії клубу «Цюрих». Влітку 2018 року футболіст підписав з клубом свій перший професійний контракт. 28 жовтня того року Зом дебютував у основі «Цюриха» у матчі Суперліги. А лише за рік він зумів вперше відзначитися забитим голом.
У жовтні 2020 року Зом підписав п'ятирічний контракт з італійською «Пармою» і вже в жовтні зіграв перший матч у складі нової команди.

### Збірна
У 2018 році у складі збірної Швейцарії U-17 Зом брав участь у юнацькому чемпіонаті Європи, де грав у всіх матчах групового турніру. 7 жовтня 2020 року у товариському матчі проти збірної Хорватії Сімон Зом дебютував у національній збірній Швейцарії.

## Особисте життя
Сімон Зом народився у Цюриху та при цьому його родина має нігерійське коріння.